# New Haven 600

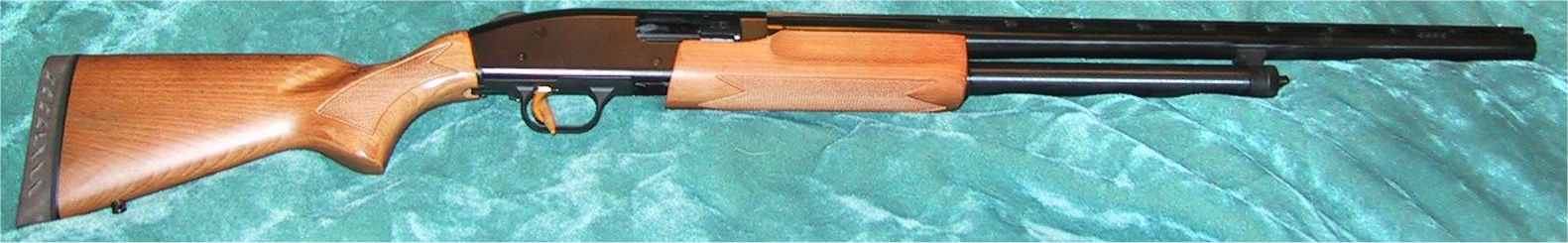
Le New Haven 600 en version chasse

Le fusil à pompe New Haven 600 est une variante économique du Mossberg 500.

## Histoire
Ce fusil de chasse fut produit dans les années 1960 et 1970 par la firme O.F. Mossberg & Sons. Son nom vient de la ville où il était fabriqué. Son rôle d'entrée de gamme de la firme fut tenu ensuite par les Maverick 88 puis par le Mossberg 500 Viking

## Technique
- Platine : simple action
- Calibre : 12, 16 20, ou .410
- Matériaux : acier et noyer américain (crosse et pompe)
- Longueur : 110 à 125 cm
- Longueur du canon : 61 à 76 cm
- Poids non chargé : 3 à 3,6 kg
- Capacité : 5 coups en magasin tubulaire